# 아이노 메구미
아이노 메구미(일본어: 愛乃 めぐみ, 한국명: 김나연)는 도에이 애니메이션의 애니메이션 해피니스 차지 프리큐어!에 등장하는 가공의 인물이다. 애니메이션 성우는 나카지마 메구미(일본판)/ 박지윤(한국판)이다.

## 프로필
※. 일본판 / 한국판 順
| 아이노 메구미 / 김나연 | 아이노 메구미 / 김나연  |
| ---------------------- | ----------------------- |
| 성별                   | 여자                    |
| 생일                   | 10월 12일               |
| 별자리                 | 천징자리                |
| 신분                   | 학생                    |
| 소속                   | 사립 피카리가오카학원   |
| 가족관계               | 아버지, 어머니          |
| 포지션                 | 주인공, 주연            |
| 변신체                 | 큐어 러블리             |
| 상징색                 | 분홍색                  |
| 등장 프리큐어 시리즈   | 해피니스 차지 프리큐어! |

## 인물
해피니스 차지 프리큐어!에 등장하는 주인공. 프리큐어 시리즈 최초로 다른 프리큐어들과의 만남을 통해서 각성한 프리큐어이며 모두에게 사랑받는 편으로 붙임성이 강하며 친구를 많이 사귀게 된 소녀이다. 단점상 거짓말을 못하는 성격에 허당끼가 있는 편이며 패션에 관심이 있지만 센스는 좋지 못하다. 어머니와 함께 살고있으며 아버지는 해외 봉사활동을 하고있다. 다만 공부는 못 하며 역대 프리큐어 최초로 전교 꼴등(...)이라는 성적을 얻은 심각한 바보다.

## 큐어 러블리
아이노 메구미가 프리큐어로 각성하여 변신한 모습. 상징색은 분홍색. 등장시 대사는 세계로 퍼지는 커다란 사랑! 큐어 러블리!(世界に広がるビッグな愛! キュアラブリー!). 전투면에서는 돌격형이며 공격적이고 야성적인 전투를 보여준다.

### 필살기
- 폼 체인지/체리 플라멩코
- 폼 체인지/롤리팝 힙합
- 폼 체인지/이노센트 폼
- 포애버 러블리